# Forsteronia domatiella
Forsteronia domatiella là một loài thực vật có hoa trong họ La bố ma. Loài này được Proctor mô tả khoa học đầu tiên năm 1982.